# Taeniodera rafflesiana
Taeniodera rafflesiana är en skalbaggsart som beskrevs av John Obadiah Westwood 1842. Taeniodera rafflesiana ingår i släktet Taeniodera och familjen Cetoniidae. Inga underarter finns listade i Catalogue of Life.